# Abū Kāmil Shujā ibn Aslam
Abū Kāmil Shujāʿ ibn Aslam ibn Moḥammed ibn Shujā (Arabisch : ابو كامل) (ca. 850 – ca. 930) was een Arabisch-Egyptisch wiskundige gedurende de Islamitische Gouden Jaren (beter bekend als de Islamitische Renaissance). Hij werd ook soms al-Hasib al-Misri genoemd : de Egyptische rekenmachine.
In tegenstelling tot andere geleerden uit zijn tijd, zoals al-Khwarizmi, al-Kindi, Ibn al-Haytham (in het westen bekend als Alhacen), al-Biruni, Ibn Sina (Avicenna), en Ibn Rushd (Averroes), was Abu Kamil een echte wiskunde-specialist. Zijn terrein was de algebra. In zijn Boek over zeldzaamheden in de kunst van het rekenen behandelde hij vergelijkingen, waarvan de oplossingen hele getallen of breuken waren, en deed hij onderzoek in de combinatoriek. Dit werk leidde tot latere onderzoeken in reële getallen, oplossingen voor polynomen. Het vond veel bijval bij latere wiskundigen, zoals al-Karaji en Ibn Yahyā al-Maghribī al-Samaw'al.
Zijn andere werk Het Boek van kostbare zaken in de Kunst van de Rekening bevat algemene methodes voor het oplossen van lineaire vergelijkingen.
'Abd al-Hamīd ibn Turk · 
Abd-al-Rahman Al Sufi · 
Abū al-Hasan ibn Alī al-Qalasādī · 
Abū Ishāq Ibrāhīm al-Zarqālī · 
Abū Kāmil Shujā ibn Aslam · 
Abu'l-Hasan al-Uqlidisi · 
Abul Wafa · 
Ahmed ibn Yusuf · 
Al-Biruni · 
Al-Chwarizmi · 
Al-Hajjāj ibn Yūsuf ibn Matar · 
Alhazen · 
Al-Jayyani · 
Al-Karaji · 
Al-Khazini · 
Al-Kindi · 
Al-Mahani · 
Al-Majrati · 
Al-Sijzi · 
Hunayn ibn Ishaq · 
Ibn al-Banna · 
Ibn Sahl · 
Ibn Tahir al-Baghdadi · 
Ibn Yahyā al-Maghribī al-Samaw'al · 
Ibrahim al-Fazari · 
Ibrahim ibn Sinan · 
Jabir ibn Aflah · 
Kushyar ibn Labban · 
Mohammed al-Fazari · 
Mohammed ibn Jābir al-Harrānī al-Battānī · 
Nasir al-Din al-Toesi · 
Sinan ibn Thabit · 
Thabit ibn Qurra · 
Ulug Bey · 
Yusuf al-Mu'taman ibn Hud